# Merlin (série littéraire, T. A. Barron)
Pour les articles homonymes, voir Merlin (homonymie).
Merlin (titre original : The Merlin Saga) est une série de romans racontant la vie de Merlin l'Enchanteur.
Cette série est écrite par T. A. Barron, un auteur contemporain et américain.

## L'histoire

### Présentation
Cette série présente la vie de Merlin l'Enchanteur : le premier cycle parle de son enfance. Le deuxième raconte la vie de Basilgarrad, un immense dragon vert, et le troisième cycle celui du petit fils de Merlin.

### Résumé
Les années ont passé et Fincayra a été rattachée au monde des esprits. En revanche, une graine magique plantée par Merlin a engendré une nouvelle île luxuriante, Avalon. C'est là que vit un minuscule lézard, Basile. Il comprend vite que sa tache est de sauver cette île, menacée par le démon Rita Gawr.
Une prophétie stipule que l'héritier de Merlin sauvera Avalon, et qu'il naîtra l'année où les étoiles du ciel s'éteindront. Trois jeunes enfants sont nés : Tamwynn, un guide, Elli, une ancienne esclave, et Scree, un garçon Aigle. Mais la prophétie dit aussi qu'un autre des trois est destiné à détruire Avalon.

## Diffusion

### Diffusion en France
La série Merlin a été traduite de l'anglais en français par Agnès Piganiol.

### Diffusion internationale
Quelques pays comme l'Allemagne ont traduit cette série. 

## Liste des volumes

### Cycle I
1. Les Années oubliées, Nathan, 2013 ((en) The Lost Years Of Merlin, 1996)
2. Les Sept Pouvoirs de l'enchanteur, Nathan, 2013 ((en) The Seven Songs, 1997)
3. L'Épreuve du feu, Nathan, 2013 ((en) The Raging Fires, 1998)
4. Le Miroir du destin, Nathan, 2014 ((en) The Mirror of Fate, 1999)
5. Les Ailes de l'enchanteur, Nathan, 2014 ((en) A Wizards Wings, 2000)

### Cycle II
1. Le Dragon d'Avalon, Nathan, 2015 ((en) The Dragon of Avalon, 2008)
2. La Vengeance du mal, Nathan, 2016 ((en) Doomraga's Revenge, 2009)
3. L'Ultime Maléfice, Nathan, 2016 ((en) Ultimate Magic, 2010)

### Cycle III
1. Le Grand Arbre d'Avalon, Nathan, 2017 ((en) The Great Tree of Avalon, 2004)
2. L'Ombre des étoiles, Nathan, 2018 ((en) Shadows on the Stars, 2005)
3. La Flamme éternelle, Nathan, 2019 ((en) The Eternal Flame, 2007)

### Guide
- Le Guide des quatre mondes, Nathan, 2019 ((en) The Book of Magic, 2011)

## Personnages principaux
Les personnages changent d'un cycle à l'autre. Voici les personnages majeurs de ces onze livres :
Merlin, Shim, Fléau, Rhia, Bumbelwy, Branwen, Hallia, Nimue, Cairpré, Ganta, Aylah, Basilgarrad, Krystallus, Doomraga, Kulwych, Nuic, Tamwyn, Elli, Scree, Brionna, Lleu, Rhita Gawr, Dagda et Harlech.